# Galería Renwick
La Galería Renwick es parte del Museo de Arte Norteamericano, con sede en Washington D. C. (Estados Unidos). Se centra en arte estadounidense y artes decorativas desde el siglo XIX al siglo XXI. Se encuentra en un edificio de 1859 en la Avenida Pensilvania que en un principio contuvo la Galería Corcoran. Se encuentra a una manzana de la Casa Blanca y al otro lado de la calle del Eisenhower Executive Office Building.

## Historia
El edificio de la Galería Renwick fue originalmente construido con el propósito de convertirse en el primer museo de arte de Washington D. C. y para contener la colección de arte estadounidense y europeo de William Wilson Corcoran. El edificio fue diseñado por James Renwick Jr. y terminado en 1874. Cuando estalló la Guerra de Secesión, el edificio se encontraba a punto de ser terminado, y fue utilizado como bodega militar temporal y sede del Tribunal de Reclamos federal. Cuando el edificio fue terminado en 1874, la Galería Corcoran abrió al público. La galería pronto se quedó sin espacio y fue reubicada en un nuevo edificio en 1897.
En 1965, el presidente Lyndon B. Johnson firmó una orden ejecutiva para transferir el edificio Renwick al Instituto Smithsoniano para su utilización como "galería de artes y diseño." Tras una renovación, abrió sus puertas en 1972 como sede del programa de artes contemporáneas del Museo de Arte Norteamericano.